# Diamesa permacra
Diamesa permacra är en tvåvingeart som först beskrevs av Walker 1856.  Diamesa permacra ingår i släktet Diamesa och familjen fjädermyggor. Enligt den finländska rödlistan är arten sårbar i Finland. Arten är reproducerande i Sverige. Artens livsmiljö är källmiljöer. Inga underarter finns listade i Catalogue of Life.